# Tiếng Tráng Tả Giang
Tiếng Tráng Tả Giang ( tiếng Trung: 左江壮语; bính âm: Zuǒjiāng Zhuàngyǔ) là một nhóm phương ngữ thuộc nhóm tiếng Tráng được nói dọc theo sông Tả Giang, bao gồm các huyện Tiandeng, Daxin, Chongzuo, Ningming, Longzhou và Pingxiang ở Quảng Tây,  một số làng ở Phú Ninh, Vân Nam và ở Lạng Sơn, Việt Nam. Đây là một ngôn ngữ giả định của nhóm ngôn ngữ Thái tại Trung Quốc và Việt Nam.

## Phân loại
Vào những năm 1950, Tráng Tả Giang được công nhận là một phương ngữ hoặc ngôn ngữ nói tại Quảng Tây, Trung Quốc. Năm 2007, ISO 639-3 cũng thêm người nói ngôn ngữ này tại Việt Nam khi sông Tả Giang đi đến đây. Phân loại của Phittiyaporn (2009) cho thấy tiếng Tráng Tả Giang không phải là một nhánh đơn nguyên, mà là một phần của hai nhánh chính của ngữ chi Thái (các nhánh B, F và H).